# Heinrich Marschner
Heinrich Marschner (Zittau, 16 de agosto de 1795 - Hanóver, 16 de diciembre de 1861), fue un compositor alemán que destacó en ópera entre Weber y Wagner.

## Biografía
Compuso veintitrés óperas y singspiel. Fue rival de Carl Maria von Weber y amigo de Beethoven y Mendelssohn. Considerado uno de los más importantes compositores de Europa desde aproximadamente 1830 hasta finales del siglo XIX, aún hoy en día es generalmente reconocido como el principal compositor de ópera alemana en el período que ocupa desde la muerte de Weber hasta la obra de Wagner. Produjo óperas con temática basada en el folclore alemán, género que fue introducido por la ópera Der Freischütz (1821) de Weber. Su obra cumbre fue Austin (1852), después de la cual la creciente fama de Richard Wagner eclipsó la de Marschner.
Aunque él no se consideraba primordialmente un compositor de ópera, escribió muchos lieder, siete tríos para
piano y dos cuartos para piano. Esto no escapó a la atención de Robert Schumann, quien elogió los tríos para piano
profusamente. Para cada una de sus obras para piano, violín y violonchelo dio el título de "Gran Trío", lo que indica la importancia que les daba. En estas obras encontramos todas las emociones reflejadas asiduamente durante el movimiento romántico de mitad del siglo XIX expresadas de un modo fresco, original y cautivador.

## Obra

### Óperas
Esta es una lista completa de sus óperas.
| Título                                          | Género               | Subdivisiones     | Libreto | Fecha del estreno                       | Lugar, teatro               |
| ----------------------------------------------- | -------------------- | ----------------- | --- | --------------------------------------- | --------------------------- |
| La clemenza di Tito                             | ópera seria          | 3 actos           | Caterino Mazzola, a partir de Metastasio | compuesta en 1816, pero sin representar |                             |
| Das stille Volk                                 | Zauberspiel          |                   | August Gottlieb Hornbostel | abandonada en 1818                      |                             |
| Saidar und Zulima, oder Liebe und Grossmut      |                      | 3 actos           | August Gottlieb Hornbostel | 26 de noviembre de 1818                 | Presburgo, Schauspielhaus   |
| Heinrich IV und D'Aubigné                       | gran ópera           | 3 actos           | August Gottlieb Hornbostel | 19 de julio de 1820                     | Dresde, Hoftheater          |
| Der Kiffhäuser Berg                             | ópera romántica      | 1 acto            | August von Kotzebue | 2 de enero de 1822                      | Zittau                      |
| Der Holzdieb                                    | Singspiel            | 1 acto            | Friedrich Kind | 22 de febrero de 1825                   | Dresde, Hoftheater          |
| Die Wiener in Berlin                            | Liederspiel          | 1 acto            | C E von Holtei | 24 de agosto de 1825                    | Dresde, am Linckeschen Bade |
| Lucretia Op. 67                                 | Ópera                | 2 actos           | Joseph August Eckschlager | 17 de enero de 1827 (sólo un acto)      | Danzig, Danziger            |
| Der Vampyr                                      | ópera romántica      | 2 actos           | Wilhelm August Wohlbrück, basado en Der Vampir oder die Totenbraut de Heinrich Ludwig Ritter, basado en The Vampyre, ( El vampiro ), de Polidori | 29 de marzo de 1828                     | Leipzig, Stadt              |
| Der Templer und die Jüdin Op. 60                | gran ópera romántica | 3 actos           | Wilhelm August Wohlbrück, basado en Das Gericht der Templer de Johann Reinhold von Lenz, basado en Ivanhoe de Sir Walter Scott                   | 22 de diciembre de 1829                 | Leipzig, Stadt              |
| Des Falkners Braut Op. 65                       | ópera cómica         | 3 actos           | Wilhelm August Wohlbrück, basado en Alexander Julius Carl Spindler                                                                               | 10 de marzo de 1830                     | Leipzig, Stadt              |
| Hans Heiling                                    | ópera romántica      | prólogo y 3 actos | Eduard Devrient | 24 de mayo de 1833                      | Berlín, Hofoper             |
| Das Schloss am Ätna                             | gran ópera romántica | 3 actos           | Ernst August Friedrich Klingemann | 29 de enero de 1836                     | Leipzig, Stadt              |
| Der Bäbu Op. 98                                 | ópera cómica         | 2 actos           | Wilhelm August Wohlbrück | 19 de febrero de 1838                   | Hanóver, Hof                |
| Kaiser Adolf von Nassau Op. 130                 | gran ópera           | 4 actos           | Heribert Rau | 5 de enero de 1845                      | Dresde, Hoftheater          |
| Austin                                          | ópera romántica      | 4 actos           | Marianne Marschner | 25 de enero de 1852                     | Hanóver, Hof                |
| Geborgt (revisión de Der Holzdieb)              | Singspiel            | 1 acto            | Friedrich Kind | 1853                                    | Dresde?                     |
| Der Sangeskönig Hiarne, oder Das Tyrfingschwert | gran ópera romántica | 4 actos           | Wilhelm Grothe, basado en Esaias Tegnér | 13 de septiembre de 1863                | Fráncfort, Nacional         |

- Fuente: Palmer, A Dean (1992), 'Marschner, Heinrich' en The New Grove Dictionary of Opera, ed. Stanley Sadie (Londres) ISBN 0-333-73432-7

### Música de cámara
- Trío para piano n.º 1 en la menor, Op. 29
- Trío para piano n.º 2 en sol menor, Op. 111
- Trío para piano n.º 3 en fa menor, Op. 121
- Trío para piano n.º 4 en Re Mayor, Op. 135
- Trío para piano n.º 5 en re menor, Op. 138
- Trío para piano n.º 6 en do menor, Op. 148
- Trío para piano n.º 7 en Fa Mayor, Op. 167
- Cuarteto para piano n.º 1 en Si bemol Mayor, Op. 36
- Cuarteto para piano n.º 2 en Sol Mayor, Op. 158